# В океані ночі
«В океані ночі» — науково-фантастичний роман 1977 року американського письменника Ґрегорі Бенфорда. Це перший роман у його сазі про Галактичний центр. Був номінований на премію Nebula за найкращий роман у 1977 році, а також на премію Locus наступного року. «В океані ночі» вперше був опублікований як серія повістей з 1973 по 1977 рр.

## Зміст сюжету
У 1999 році (2019 у другому виданні) Найджел Волмслі, британський учений і космонавт NASA, вирушає прикріпити термоядерну бомбу до астероїда Ікар, що таємничим чином змінив свою орбіту та загрожує впасти на Індію. Ікар виявляється великою, твердою і зробленою з нікель-залізного композиту кометою. Найджелу наказано встановити зброю і залишити її, щоб потім підірвати. Він переконує Контроль місій дозволити встановити бомбу в велику щілину, яку він самотужки виявив, щоб вибух був ефективніший.
У тріщині Найджел виявляє смуги металу, оздоблені очевидно штучними візерунками. Вражений цим доказом позаземного розумного життя, Найджел починає досліджувати Ікар. Астероїд, як з'ясовується, складається з ряду порожнистих оболонок, що роблять масу астероїда набагато меншою, ніж передбачалося. NASA наполягає на знищенні астероїда, стверджуючи, що Ікар при падінні на Землю завдасть широкого збитку від наслідків цунамі. Найджел усвідомлює, що загрози немає, і переконує свого партнера в цьому. Вони ховають ядерну зброю і витрачають наступний тиждень на пошук артефактів та матеріалів перед вибухом бомби. Пристрої, сховані в астероїді, реагують на їхню присутність і посилають сигнал у космос.
Через 15 років після їхнього відкриття артефакти Ікара мало що дали, і затримка детонації Найкалом Ікара віддалила його від НАСА та інших людей. Партнерка Найджела, Олександрія, помирає від системної червоної вовчаки, спричиненої забрудненням довкілля. Увагу Найджела привертає аномалія біля Юпітера: щось, прозване "Снарк'', повторює радіопередачі. Прибулий у Сонячну систему об'єкт працює на термоядерних двигунах і виходить на орбіту навколо Юпітера. Вловивши радіовипромінювання людських супутників, Снарк спрямовується до Землі.
Зрештою команда JPL знаходить Снарка навколо Венери. Найджел перехоплює зв'язок, передаючи власний сигнал Снарка йому назад. Снарк приймає сигнал як знак недружніх намірів і передає його назад. Він також зв'язується через медичні імплантати Найджела з складнішими імплантатами вже мертвої Олександрії та командує її тілом, щоб досліджувати людей. Початкові передачі збагачують значною мірою односторонній потік інформації для Снарка. Одного разу він просить відвідати Землю. Вироблено компроміс: Снарк буде обертатися навколо Місяця до тих пір, поки не буде впевненості, що йому можна довіряти. Найджел вже повністю проінформований, йому доручено пілотувати космічний корабель (озброєний на всяк випадок ядерною ракетою) і зустрітися зі Снарком.
Найджел зустрічає Снарка, який вимикає зброю Найджела і починає з ним розмову. Снарк повідомляє, що органічні цивілізації та види за своєю суттю нестійкі; вони рано чи пізно накладають на себе руки. Автономні машини, створені ними, живуть довгий час після них, продовжуючи розвиватися. Снарк вважає людей надто непередбачуваними та егоїстичними, тому гідними бути превентивно знищеними. Начальство Найджела наказує йому застосувати ядерну зброю, але він відмовляється. Вони замінюють його і все одно запускають ракету, але Снарк тікає з Сонячної системи швидше, ніж ракета встигла б його наздогнати. Рішення про вогонь приховується від громадськості, але Найджел шантажує НАСА, щоб йому дозволили вирушити на Місяць; Снарк скерував передачу на море Крайове для невідомих клієнтів, і Найджел бажає знайти їх.
Через чотири роки Найджел базується на Місяці. Колега-космонавт Нікка потрапляє в катастрофу та випадково виявляє на морі Крайовому космічний корабель, озброєний колись потужною протикосмічною зброєю. Найджел і Нікка досліджують знахідку, дізнаються про його колишній екіпаж з розумних рептилій і знаходять робочий комп'ютер із прямим нейронним інтерфейсом. Найджел та кілька інших експериментують з нейронним підключенням комп'ютера і залишаються принципово змінені ним, тоді як комп'ютер виходить із ладу й не може більше розповідати про своїх творців. Тим часом на Землі в Північній Америці виявляють, що рептилії з того корабля мільйони років тому створили бігфута й, можливо, людей.